# HIB-Impfung
Die Hib-Impfung (oder auch HIB-Impfung) ist eine Impfung gegen das Bakterium Haemophilus influenzae Typ b zur Vorbeugung einer Haemophilus influenzae b-Infektion. Sie richtet sich nicht gegen andere Serotypen. Der Hib-Impfstoff befindet sich auf der Liste der unentbehrlichen Arzneimittel der Weltgesundheitsorganisation.

## Eigenschaften
Das Vakzin besteht aus einem an ein Protein gebundenem Epitop des Kapselpolysaccharids b. Vor allem bei Kleinkindern (Häufigkeitsgipfel vor der Impfung im 6. bis 7. Lebensmonat) ist dieses Bakterium ein Erreger von Meningitis (Hirnhautentzündung) und weiteren entzündlichen Erkrankungen im Hals-Nasen-Ohren-Bereich, wie der Kehldeckelentzündung (Epiglottitis). Da einige Stämme von H. influenzae bereits resistent gegen bekannte Antibiotika sind, wird die Hib-Impfung seit 1990 von der Ständigen Impfkommission (STIKO) für alle Kleinkinder empfohlen.
Die Hib-Impfung kann als Einzelimpfstoff angewendet werden (z. B. Act-Hib oder Hiberix). Der monovalente Impfstoff wird in Deutschland nicht mehr vermarktet, kann aber in Apotheken aus dem Ausland bestellt werden. Da der Impfzeitpunkt der Hib-Impfung mit denen anderer Impfungen übereinstimmen, ist ein monovalenter Impfstoff nur noch in wenigen Ländern verfügbar. Üblicherweise ist die Hib-Impfung Bestandteil einer Kombinationsimpfung. Als letzteres steht sie entweder als pentavalenter Impfstoff gegen Hib, Tetanus, Diphtherie, Keuchhusten und Kinderlähmung bzw. als Sechsfachimpfstoff zusätzlich gegen Hepatitis B zur Verfügung.
Als Impfsubstanz wird das gereinigte Polysaccharid der Bakterienkapsel verwendet, die als Virulenzfaktor von den krankheitserregenden Stämmen von H. influenzae gebildet wird. Da das Kapselpolysaccharid ein T-Zell-unabhängiges Antigen ist, wird bei Kindern unter 18 Monaten damit alleine kein ausreichender Impferfolg erzielt – nur bei einem ausgereiften Immunsystem eines Jugendlichen/Erwachsenen sind sie effektive Antigene. Das Saccharid selbst ist damit ein sogenanntes Hapten.
Daher wird das Impfantigen der Hib-Impfung an zusätzliche, T-Zell-aktivierende Antigene wie Diphtherietoxoid (CRM197), Tetanustoxoid oder Kapselmaterial von Neisseria meningitidis gekoppelt (Konjugatimpfstoff). Die Antigenmenge des in der Hib-Komponente verwendeten Trägers (also z. B. das Diphtherietoxoid oder Tetanustoxoid) selbst ist so gering, dass es nicht zu einer Immunität gegen Diphtherie bzw. Tetanus kommt.

## Impfschema
Ab dem vollendeten zweiten Lebensmonat werden in Deutschland durch die STIKO zwei Impfungen (im 2. sowie 4. Lebensmonat) mit Kombinationsimpfstoffen empfohlen (Grundimmunisierung), im 11. Lebensmonat erfolgt dann eine dritte Impfung als Boosterimpfung (2+1-Impfschema). Für Frühgeborene (Geburt vor vollendeten 37. Schwangerschaftswoche) wird zusätzlich eine Impfung im 3. Lebensmonat empfohlen (3+1-Impfschema). In beiden Fällen soll zwischen der vorletzten und letzten Impfung ein Mindestabstand von 6 Monaten bestehen. Die Boosterimpfung wird gegeben, damit sie dem abfallenden Impftiter entgegenwirkt. Bei verspäteter erster Impfung ab dem ersten bis zum vierten Lebensjahr erfolgt nur eine Impfung. Danach ist eine Hib-Impfung nur in Ausnahmefällen indiziert.
In Österreich wird ebenfalls nach dem 2+1-Impfschema verfahren, sodass Kinder dort in der Regel dreimal (im 3., 5. und 11.–12. Lebensmonat) gegen Hib geimpft werden.
Das 2+1-Impfschema trifft auch auf die Schweiz zu. Dort sind die ersten beiden Dosen im Alter von 2 und 4 Monaten vorgesehen, die dritte Impfung erfolgt im 12. Lebensmonat.
Für Erwachsene ohne Milz oder mit funktioneller Asplenie ist eine einmalige Hib-Impfung angezeigt.

## Nebenwirkungen
Bei 1–2 % wurden bei Einzelimpfstoffen lokale Rötungen und Schwellungen an der Einstichstelle beobachtet, selten Irritabilität, Apathie, Erbrechen und Fieber. Bei Kombinationsimpfungen trägt die Hib-Komponente nur eine geringe Reaktogenität auf.